# 케이티 존슨
케이티 존슨(Katie Johnson, 1878년 11월 18일 ~ 1957년 5월 4일)은 잉글랜드의 배우이다.

## 출연 작품
- 레이디킬러 (1955)
- 철부지 아가씨의 첩보작전 (1946)
- 러브 레터 (1945)